# Kaiserstuhl Goslar

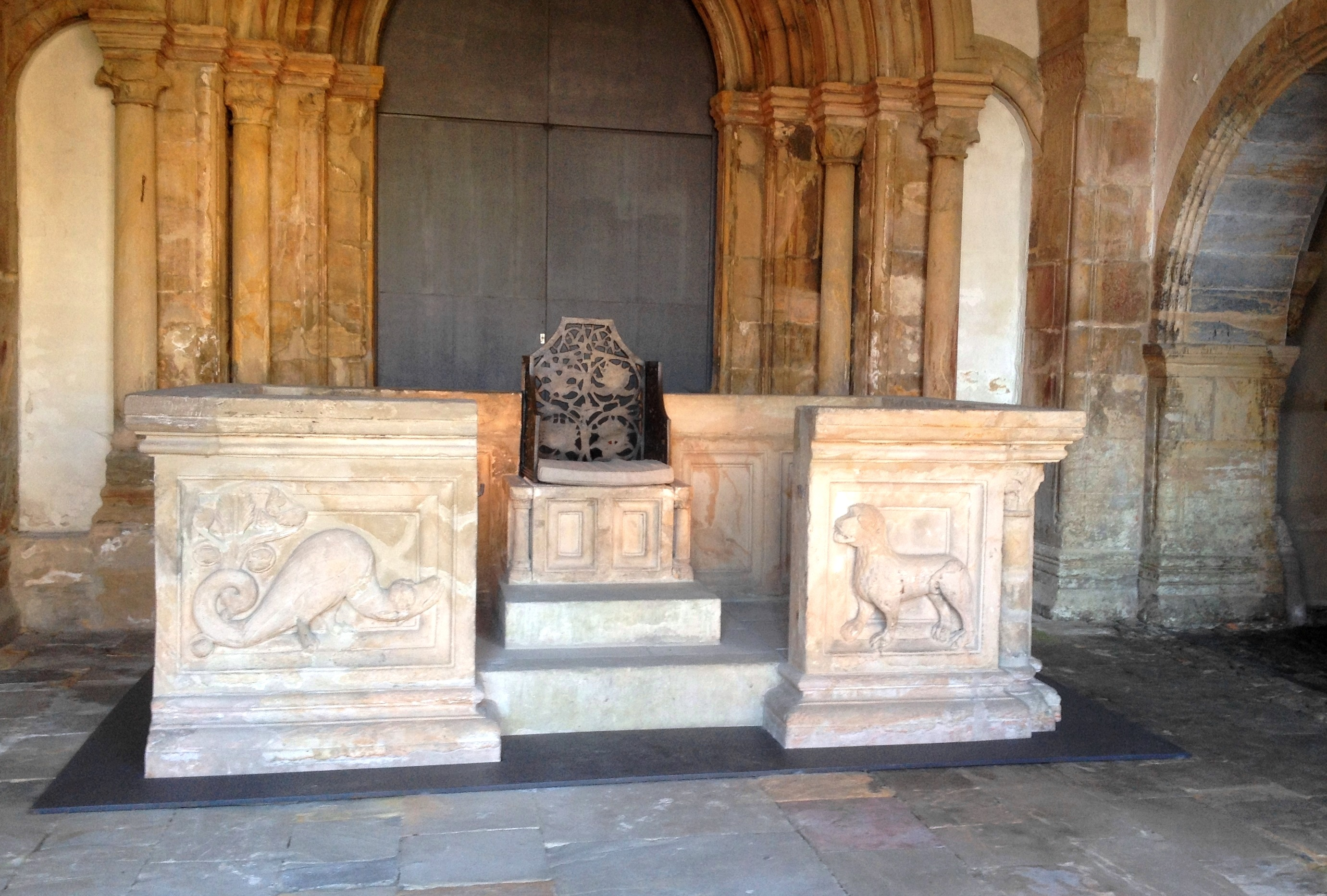
Goslar, Vorhalle der Pfalzstiftskirche, Sockel und Sandsteinschranken des Kaiserstuhls, Replik der Lehnen

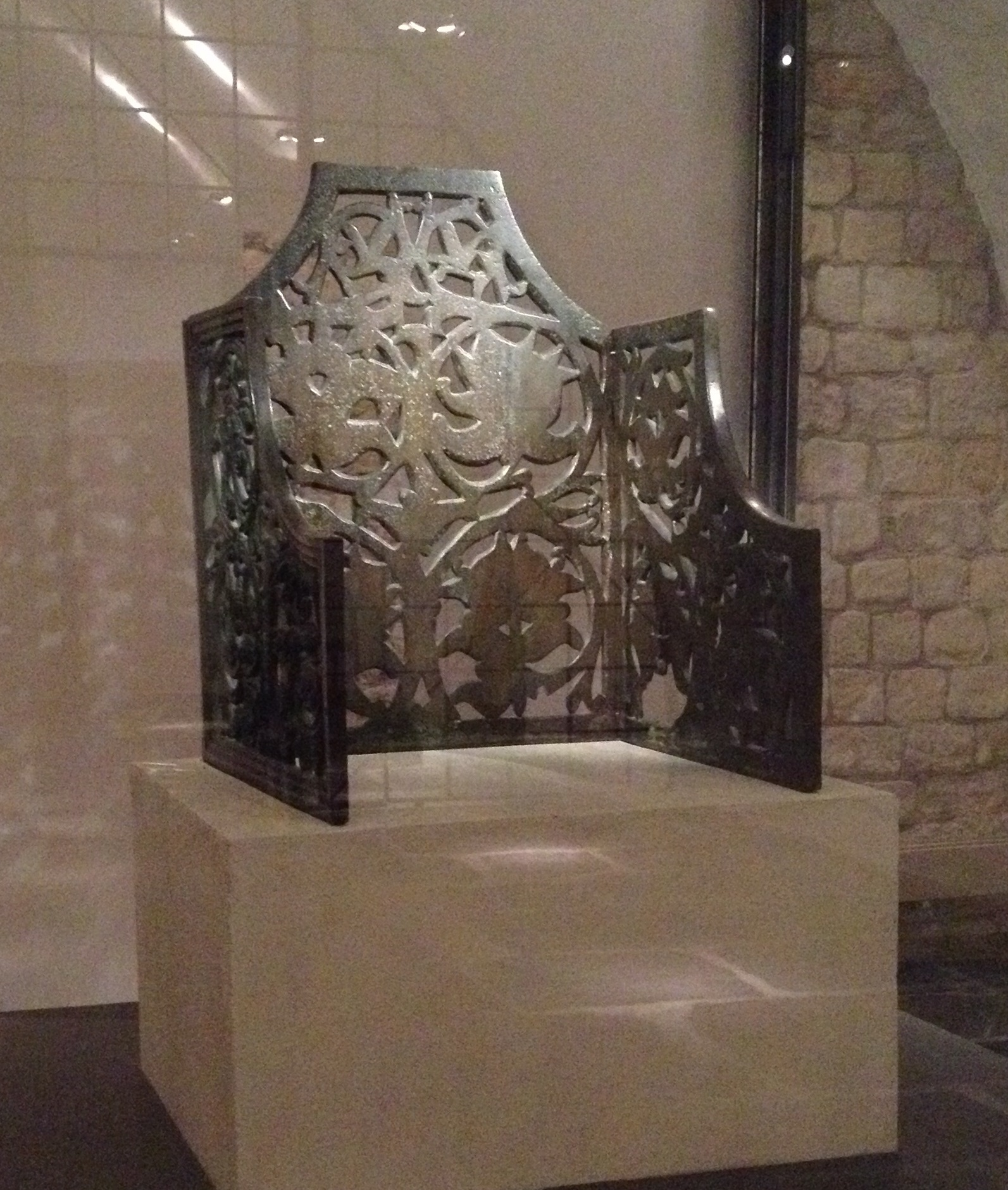
Kaiserpfalz Goslar, Bronzelehnen des Kaiserstuhls (Original)

Der Kaiserstuhl Goslar wurde zwischen 1060 und 1080 geschaffen und war der Thron der deutschen Kaiser und Könige in der Stiftskirche St. Simon und Judas („Goslarer Dom“), die zum Bezirk der Kaiserpfalz Goslar gehörte. Neben dem Krodoaltar gehört er zu den bedeutendsten verbliebenen Ausstattungsstücken der abgebrochenen Stiftskirche.
Der Kaiserstuhl besteht aus drei Lehnen (Seiten, Rücken), die aus Bronze gegossen wurden – sie befinden sich heute in den Gewölben der Kaiserpfalz Goslar –, und einem steinernen Unterbau mit Sitzfläche sowie Thronschranken aus Sandstein – heute, mit einer Replik der Bronzelehnen, in der erhaltenen Vorhalle der Stiftskirche St. Simon und Judas aufgestellt.
Das Metall der Lehnen wurde im nahegelegenen Rammelsberg gewonnen. Mit ihren üppigen Rankornamenten, Granatäpfeln und durchbrochenen Palmetten gehören sie zu den bedeutendsten Werken salischen Bronzegusses. Die den Sitz umgebenden Thronschranken aus Sandstein werden auf die Zeit um 1220 datiert. Sie zieren Tierfiguren und Fabelwesen. Neben dem Aachener Königsthron Karls des Großen in Aachen – dessen Formen er ähnelt – ist der Goslarer Kaiserstuhl der einzige erhaltene mittelalterliche Thron eines deutschen Kaisers.
Bis zum Abbruch (1819–1822) stand der Kaiserstuhl in der Stiftskirche und wurde in diesem Zusammenhang zum damaligen Materialwert versteigert. Über einige Umwege gelangte er in den Besitz des Prinzen Carl von Preußen und diente 1871 letztmals einer kaiserlichen Zeremonie als Sitz des Kaisers Wilhelm I. bei der Eröffnung des 1. Berliner Reichstags. Durch testamentarische Schenkung überließ ihn Carl der Stadt Goslar.